# Magdalena Krssakova
Magdalena Krssakova (Bratislava, Eslovaquia, 3 de marzo de 1994) es una deportista austríaca que compite en judo.
En los Juegos Europeos de Minsk 2019 consiguió una medalla de bronce en la prueba de equipo mixto. Ganó una medalla de plata en el Campeonato Europeo de Judo de 2020, en la categoría de –63 kg.

## Palmarés internacional
| Juegos Europeos    | Juegos Europeos         | Juegos Europeos   | Juegos Europeos |
| Año                | Lugar                   | Medalla           | Categoría       |
| ------------------ | ----------------------- | ----------------- | --------------- |
| 2019               | Minsk (Bielorrusia)     | Medalla de bronce | Equipo mixto    |
| Campeonato Europeo |                         |                   |                 |
| Año                | Lugar                   | Medalla           | Categoría       |
| 2020               | Praga (República Checa) | Medalla de plata  | –63 kg          |